# Agnia Barto
Agnia Barto (en russe : А́гния Льво́вна Барто́), née Getel Leïbovna Volova le 4 février 1906 (17 février dans le calendrier grégorien) à Kovno (alors dans l'Empire Russe) et morte le 1er avril 1981 à Moscou, est une poétesse et écrivaine pour enfants russe soviétique aussi connue que Samouil Marchak. Elle a été nommée au prix Hans-Christian-Andersen en 1976.

## Biographie
Getel Leïbovna Volova naît à Kovno dans une famille juive. Son père, Lev (Leib) Nikolaïevitch Volov, est vétérinaire. Elle rêve d'être danseuse et fréquente une école de ballet. Elle est remarquée dès son examen de fin d'études, au cours duquel elle lit son poème Marche funèbre, par Anatoli Lounatcharski, qui l'assurera qu'elle est née pour écrire des poèmes gais. Elle entre en 1925 au Comité d'État des Publications (Госиздат), à la rédaction des œuvres pour enfants. Elle étudie avec Maïakovski, Tchoukovski et Marchak.
Elle écrit des poèmes en collaboration avec son premier mari, le poète Pavel Barto (1904-1986), descendant d'immigrants anglais et allemands (Salisson , Девочка чумазая, et Petite fille pleurnicheuse, Девочка-ревушка). En 1927, naît leur fils Edgar (Garik, qui adoptera le prénom russe d'Igor) ; le couple divorce peu après. Au printemps 1945, Garik meurt à 18 ans dans des circonstances tragiques, heurté par un camion alors qu'il roulait à vélo. Le second mari d'Agnès est le scientifique Andreï Chtcheglaïev (1902-1970), membre de l'Académie des sciences d'URSS, avec lequel elle vivra plus de quarante ans. De ce mariage naît une fille, Tatiana Chtcheglaïeva.
Agnia Barto a acquis la célébrité avec son recueil de comptines Igrouchki (Jouets), publié en 1936 à l'intention des tout petits, ainsi que avec ses poèmes La Lanterne (Фонарик) et Boucle d'or (Машенька).
Pendant la Seconde Guerre Mondiale, elle est évacuée à Sverdlovsk, d'où elle rejoint le front comme correspondant de guerre, lisant ses poèmes à la radio et écrivant dans les journaux.
Après la guerre, elle lance sur la station de Radio Mayak l'émission Personne recherchée (Найти человека), qui permettra de réunir au total 927 familles dispersées par la guerre, et contribuera grandement à son aura.
Elle a longtemps dirigé l'Association de Littérature et d'Art pour les enfants.
Morte le 1er avril 1981, Agnia Barto a été inhumée au cimetière de Novodiévitchi près de Moscou, dans le secteur n° 3.

## Œuvres
Ses premiers poèmes publiés sont Le petit Chinois Van Li (Китайчонок Ван Ли) et Michka l'ourson chapardeur (Мишка-воришка) en 1925.
Ses poèmes des années de guerre, comme le recueil Adolescents (Подростки, 1943) ou le poème Nikita (Никита, 1945) sont des œuvres engagées, souvent dédiées directement à Staline.
Après la guerre paraît son recueil Poèmes pour les enfants (Стихи детям, 1949), qui lui vaut le Prix Staline, et en 1954, Zvenigorod, écrit en 1947, et inspiré par son expérience de l'orphelinat de la ville du même nom.
Son ouvrage en prose Personne recherchée (Найти человека, 1968), sur le thème des enfants ayant perdu leur famille pendant la Seconde Guerre mondiale, montre son amour pour les enfants et la compréhension de leur psychologie.
En 1970, elle publie À la recherche des fleurs dans la forêt d'hiver (За цветами в зимний лес), et en 1976, Mémoires d'un poète enfant (Записки детского поэта).
En 1977 paraît le recueil Traduit de l'enfance (Переводы с детского), dans lequel elle traduit des poèmes pour enfants de diverses langues.
Elle est aussi l'auteur de scénarios de films : L'Enfant trouvé (Подкидыш, avec Rina Zelionaïa, 1939), L'Éléphant et la corde à sauter (Слон и верёвочка, 1945), Aliocha Ptitsyne se forge un caractère (Алёша Птицын вырабатывает характер, 1958), 10 000 garçons (10 000 мальчиков, 1962, avec I. Okada).
Publiés à des millions d'exemplaires, enseignés dans les jardins d'enfants, ses poèmes sont connus de tous ceux qui ont été enfants en URSS à cette époque.

## Style
La plupart des poèmes d'Agnia Barto sont destinés aux enfants, non encore scolarisés ou jeunes écoliers. Leur style est très léger, facile à lire et à retenir pour des enfants. Wolfgang Kasack parle à ce sujet de « rimes primitives ». L'auteur semble converser avec l'enfant dans une langue familière, comme s'ils étaient du même âge, sans descriptions ni digressions lyriques, mais en vers courts rimés et rythmés. Les thèmes abordés sont contemporains, elle semble raconter des faits survenus peu auparavant, avec de plus le parti-pris de toujours appeler les personnages par leur nom : « Tamara et moi », « Qui ne connaît la petite Liouba », « Notre Tania pleure et crie », « Lochenka, Lochenka, fais-moi une faveur » – on croirait que Lochenka ou Tania sont bien connues et que ce sont elles qui ont des défauts, et non pas le petit lecteur.

## Prix et récompenses
Agnia Barto a reçu du pouvoir soviétique de nombreuses distinctions, telles que Le Prix Staline de 2e classe (1950), le Prix Lénine (1972), l'Ordre de Lénine, l'ordre de la révolution d'Octobre, deux fois l'Ordre du Drapeau rouge du Travail, mais aussi la Médaille pour le Sauvetage de la noyade et l'Ordre du Sourire, et à titre posthume, la Médaille d'or internationale Léon Tolstoï récompensant les créateurs d'œuvres pour l'enfance et la jeunesse. En 1976, elle est nommée dans « Hightly Commended Authors » de l' IBBY, pour l'ensemble de son œuvre.
Le nom d'Agnia Barto a été attribué à un astéroïde (2279 Barto), situé entre Mars et Jupiter et découvert en 1968, ainsi qu'à un cratère de la planète Vénus.

## Polémique
Agnia Barto a été critiquée pour avoir « contribué à éduquer les enfants dans le sens voulu par le régime soviétique », selon Henri Abril qui l'écarte de son Anthologie de la poésie russe pour enfants, et selon qui elle « clouait au pilori les espions américains, la bande dessinée, les livres et les films "malodorants" venus d'Occident pour corrompre la jeunesse soviétique ». Henri Abril vient de l'inclure, en 2022, dans sa grande anthologie Un thé chez la souris / Trois siècles de poésie russe pour les enfants (éditions Circé 2022), avec 9 de ses poésies pour enfants.
Il semble toutefois difficile de déceler de la propagande politique dans de petites comptines très connues telles que Miatchik (« La balle ») : Notre Tania pleure et crie / Sa balle est tombée dans le ruisseau / Chut, ne pleure pas, petite Tania / Ta balle ne va pas se noyer dans le ruisseau.

## Sources
- Wolfgang Kasack, Dictionnaire de la littérature russe du XXe siècle